# 南南資源
南南資源實業有限公司，簡稱南南資源實業，以及南南資源（英語：Nan Nan Resources Enterprise Limited，港交所：1229），在2009年7月21日，由雅域集團有限公司更名而來，現時是在新疆銷售及生產煤炭的，主要包括凱源露天煤礦，以及澤旭露天煤礦地區。
現時主席羅方紅，至於王翔飛是曾在中國光大集團若干旗下公司董事，總部位於香港金鐘道88號太古廣場二座10樓1003-1006室。值得一提，是前身為「國際資源實業有限公司」（英語：INTERNATIONAL RESOURCES ENTERPRISE LIMITED），以及「安中資源實業有限公司」（英語：China Sonangol Resources Enterprise Limited）名稱。

## 連結
- NanNanListed.com